# Josef Roesch
Josef Roesch (* 25. August 1902 in Köln; † 30. September 1969 in Langenfeld) war ein deutscher Politiker (Zentrum und CDU).

## Leben und Beruf
Nach dem Besuch der Volksschule und des Friedrich-Wilhelm-Gymnasiums studierte er zunächst Betriebswissenschaften, im Anschluss Rechtswissenschaften in Köln. Während seines Studiums trat er 1921 in die katholische Studentenverbindung W.K.St.V Unitas Rheinmark ein, wo er sich besonders um die (hochschul-)politische Vertretung der katholischen Studentenverbindungen bemühte. Nach Tätigkeiten im Justizdienst und in der Industrie war er Mitinhaber und Geschäftsführer eines Industrieunternehmens. Von 1925 bis 1933 war Roesch Mitglied der Zentrumspartei. 1945 trat er der CDU bei. Am 30. September 1969 verunglückt Roesch tödlich auf der Autobahn. Er war verheiratet und hatte zwei Kinder.

## Abgeordneter
Vom 5. Juli 1950 bis zum 23. Juli 1966 war Roesch Mitglied des Landtags des Landes Nordrhein-Westfalen. Er wurde jeweils in den Wahlkreisen 027 Rhein-Berg Kreis-Nord bzw. 026 Rheinisch-Bergischer Kreis-Süd direkt gewählt. 
Von 1948 bis 1969 war er Mitglied des Kreistages des Rheinisch-Bergischen Kreises und von 1953 bis 1969 Mitglied der Landschaftsversammlung des Landschaftsverbandes Rheinland.

## Öffentliche Ämter
Von November 1948 bis November 1958 war Roesch Landrat des Rheinisch-Bergischen Kreises. Von 1951 bis 1958 war er Vorsitzender des Vorstandes des Landkreistages Nordrhein-Westfalen.